# Ján Urban
Ján Urban (* 1. ledna 1945) je bývalý slovenský fotbalista, útočník.

## Fotbalová kariéra
V československé lize hrál za Slovan Bratislava a TJ Gottwaldov. Nastoupil ve 41 ligových utkáních a dal 5 gólů. V Poháru vítězů pohárů nastoupil ve 4 utkáních a dal 2 góly.

## Ligová bilance
| Ročník                                   | Zápasy | Góly | Klub              |
| ---------------------------------------- | ------ | ---- | ----------------- |
| 1. československá fotbalová liga 1967/68 | 1      | 0    | Slovan Bratislava |
| 1. československá fotbalová liga 1969/70 | 13     | 2    | TJ Gottwaldov     |
| 1. československá fotbalová liga 1970/71 | 27     | 3    | TJ Gottwaldov     |
| CELKEM                                   | 41     | 5    |                   |